# Toro (stanowisko archeologiczne)
Toro (jap. 登呂遺跡 Toro iseki) – stanowisko archeologiczne z okresu Yayoi, położone w prefekturze Shizuoka na wyspie Honsiu w Japonii.

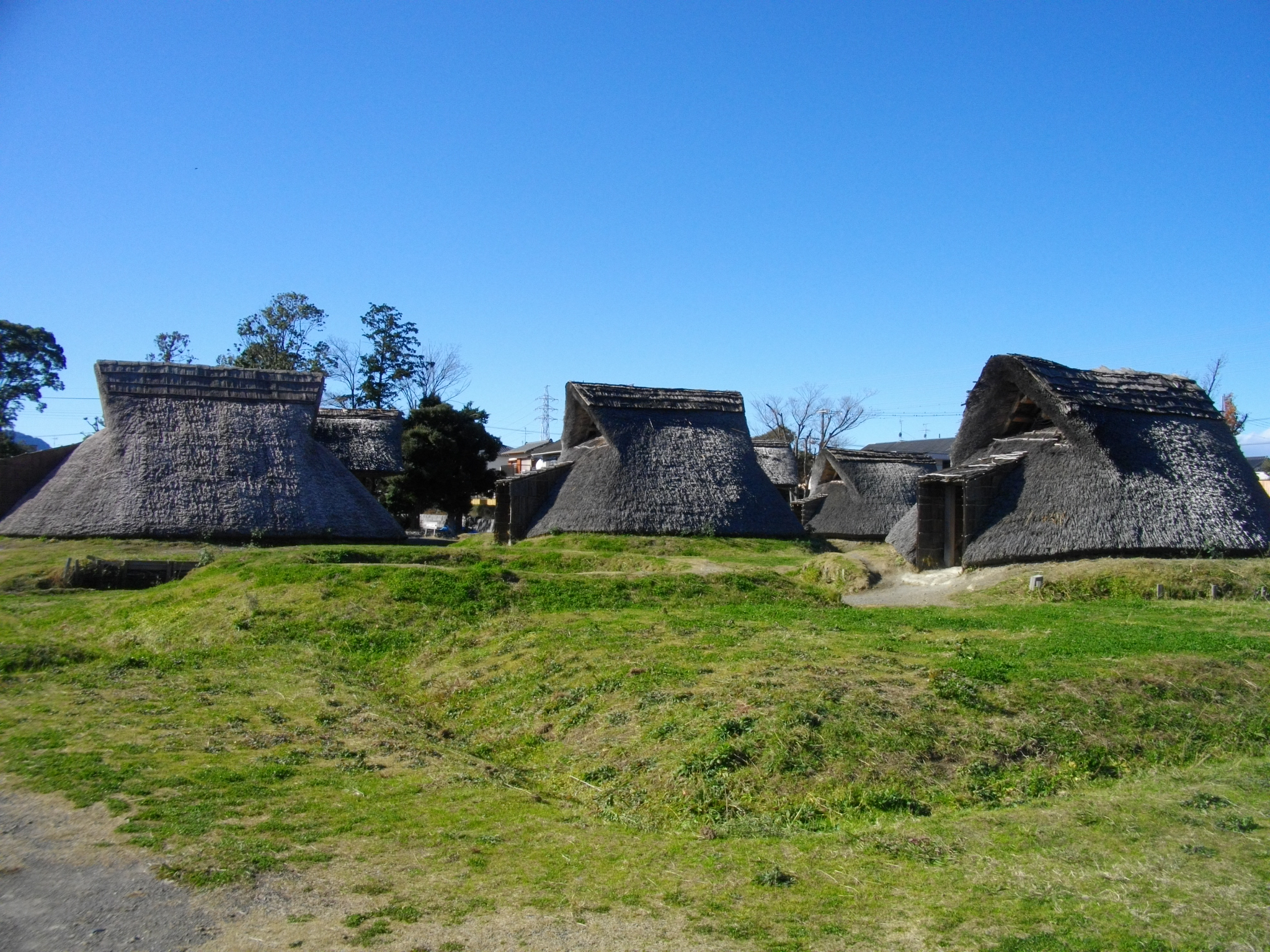
Rekonstrukcja zabudowań w Toro

Datowana na lata 100-300 n.e. osada została odsłonięta w trakcie prac wykopaliskowych przeprowadzonych w latach 1943-1947. Archeolodzy odsłonili ślady owalnych ziemianek z paleniskiem pośrodku, wznoszonych na palach budowli magazynowych oraz grodzonych palikami poletek ryżowych zajmujących łączną powierzchnię ponad 4 hektarów. Do zasilania upraw służył sprawny system irygacyjny złożony z kanałów i zbiorników retencyjnych. Odnaleziony na stanowisku inwentarz ruchomy obejmuje ceramikę oraz wyroby drewniane i żelazne, m.in. narzędzia rolnicze i chodaki tageta.